# 中華食堂一番館
中華食堂一番館（ちゅうかしょくどういちばんかん）は、都内を中心に店舗を展開する中華料理チェーン。

## 概要
1987年10月、東京都豊島区で開店。翌1988年9月には、同じく豊島区に2号店を出店。500～700円のラーメンを主体としていたが、2004年1月、「かけらーめん」を看板商品として打ち出し低価格路線へ転換した。2005年4月には、「かけらーめん一番館」のVC1号店が東京都渋谷区に、8月にVC2号店が目黒区に開店した。2005年10月、「株式会社KVC一番館」を設立し、「中華食堂一番館」の1号店を豊島区に出店した。同年11月にFC1号店の阿佐ヶ谷店も開店。2006年7月には、都外に進出し福島県いわき市に郊外型店舗のいわき湯本店を出店した。同年8月時点で、東京都5店舗、福島県1店舗の計6店舗を展開。以降、都内を中心に出店を進めるとともに、高田馬場に炒飯専門店「Chao一番」(2009年3月開店、2012年頃閉店)を開店させ新業態の開発にも取り組んだ。2018年11月には東京都・埼玉県・神奈川県・長野県に計31店舗を有した。
2021年、KVC一番館はFC運営から撤退。同年9月時点の店舗数は26店舗で、そのうち西武新宿駅前店の1店舗のみが直営で、ほかの25店舗はFC店となっていた。事業は歌舞伎町店(2021年7月閉店)を経営していたFC企業に譲渡された。

## 沿革
- 1987年10月、東京都豊島区で開店。
- 2005年4月、「かけらーめん一番館」のVC1号店を渋谷区に出店[5]。
- 2005年10月、「株式会社KVC一番館」を豊島区南池袋で設立、「中華食堂一番館」1号店を出店。
- 2005年11月、杉並区に中華食堂一番館のFC1号店・阿佐ヶ谷店を出店。
- 2006年6月、炒飯調理器「ロボシェフKVC460」を導入[1]。
- 2006年7月、福島県いわき市にいわき湯本店を出店(都外初出店)[6]。
- 2013年4月、FC展開を本格化、長野県長野市に長野ドン・キホーテ店を出店[1]。
- 2014年7月、豊島区東池袋に本社移転[1]。
- 2016年9月、中野区中野に本社移転[1]。
- 2021年、KVC一番館がFC本部運営をFC企業に譲渡。

## メニュー

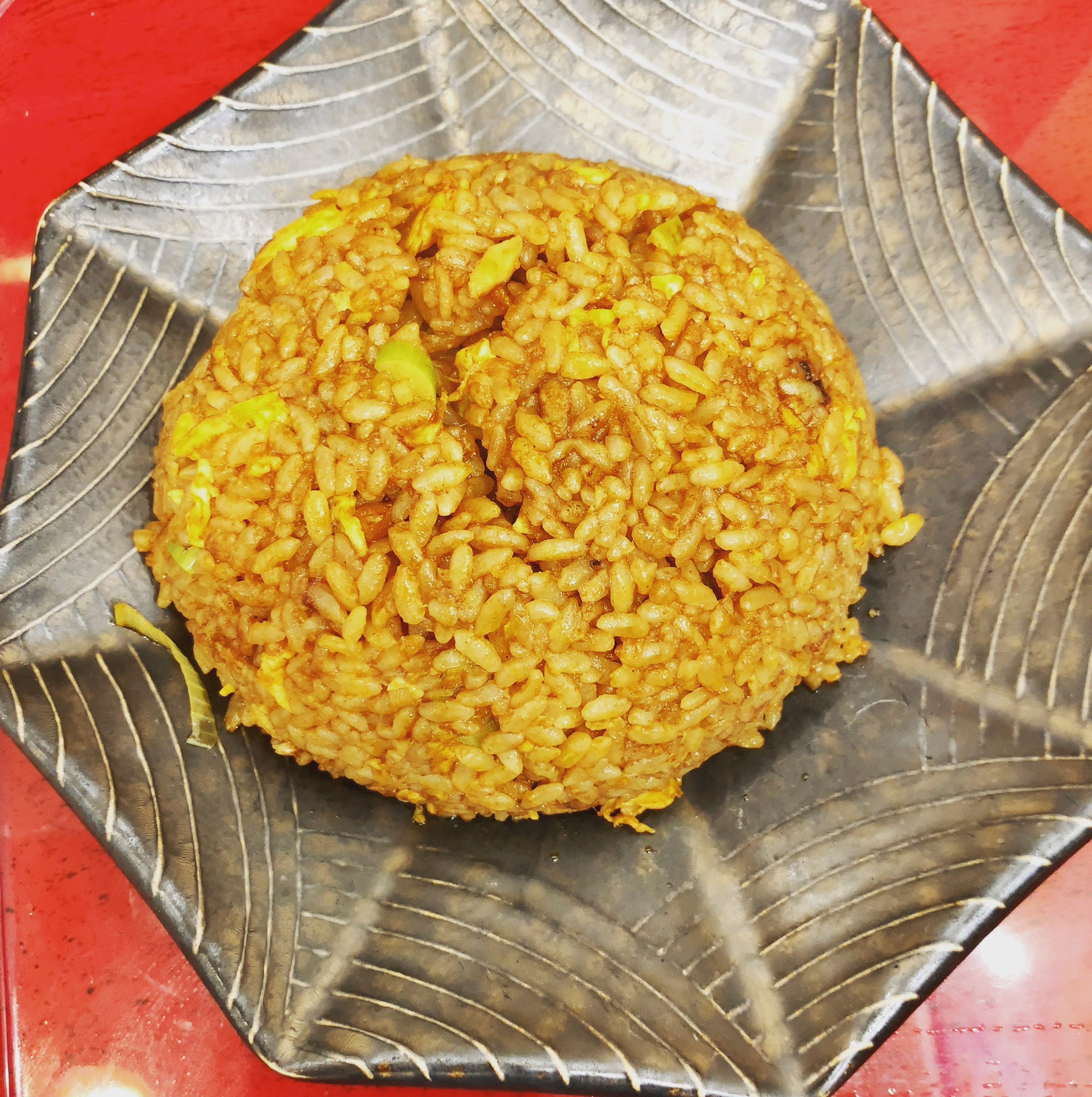
うま辛炒飯

低価格ながら手作りの本格感を重視している。看板商品である290円の「かけらーめん」をはじめとして、定食でも600円台に抑えた価格設定になっている。個性を抑えた大衆性のある味とメニュー数の多さが特徴で、豊富なメニューはリピート客の獲得にも繋がっている。中でも炒飯は9種類を揃えており、ラーメンや餃子を主力に据える他チェーンとの違いとなっている。
2006年6月より、エム・アイ・ケーの炒飯調理器「ロボシェフ」を導入。料理人の腕に左右されない安定した味の提供を可能とした。同調理器は炒飯以外にも肉野菜炒めやレバニラ炒めといった炒め物やエビチリ、麻婆豆腐などにも対応。3～5分以内の短時間調理を実現し、回転率向上にも寄与している。

### かけらーめん

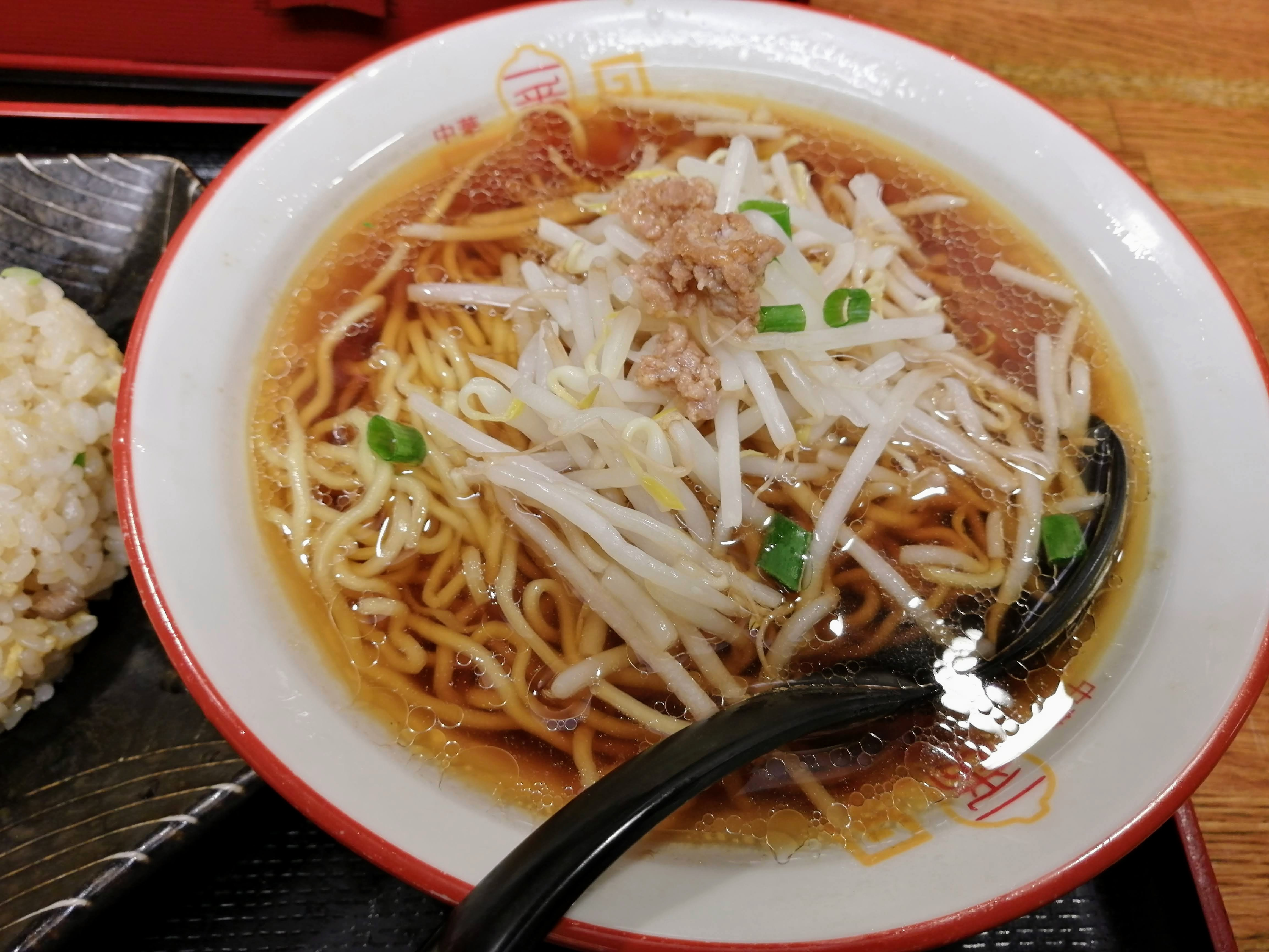
かけらーめん

「かけそば」や「かけうどん」になぞらえたシンプルな醤油ラーメンで、動物系と魚介系を合わせた醤油スープに多加水熟成ちぢれ麺を入れ、もやし、ねぎ、ひき肉を載せている。

## 店舗
都内を中心に店舗を展開。繁華街や乗降客の多い駅前に出店している。日高屋の出店戦略を意識しているとの指摘もある。実際、浅草ROX前店や六本木店、志木駅前店は日高屋の焼き鳥業態「焼鳥日高」の跡地に入居している。
好立地ゆえに賃料は高く、オーナー夫婦や家族が現場に入り人件費を抑えることでカバーしている。加えて、居抜きによる出店費用・工期の圧縮、調理ロボットやセルフオーダーシステム導入による効率化で低コストでの営業を可能としている。また売上向上のため、深夜営業を行い、酒類を低価格で提供することで居酒屋需要の取り込みを図っている。

### 店舗一覧
- 吉祥寺店(東京都武蔵野市)
- 仙川店(東京都調布市)
- 川崎店(神奈川県川崎市)